# Gigatron TTL
Gigatron TTL — 8-битный компьютер в ретро-стиле, с центральным процессором, реализованым на микросхемах TTL средней степени интеграции. Компьютер имитирует  аппаратное обеспечение ранних игровых автоматов. Создан для компьютерных энтузиастов, а также в учебных целях.

## Архитектура
Процессор реализован на базе небольшого набора микросхем серии TTL 7400, работающих на базовой тактовой частоте 6,25 МГц, которые можно разогнать, установив более качественные микросхемы. Таким же образом можно увеличить и оперативную память.
Реализовано три режима ЦП:
- 8-битный собственный ассемблерный код, реализующий гарвардскую архитектуру . Этот режим предлагает 17 наборов команд и поддерживает до 256 команд: 8 операций АЛУ, 8 режимов адресации и 4 режима шины. Прошивка ПЗУ и интерпретатор vCPU написаны в собственном 8-битном ассемблерном коде.
- 16-битный интерпретатор vCPU, который реализует архитектуру фон Неймана и имеет набор из 34 команд. Загружает и запускает программы из оперативной памяти . Для vCPU написаны интегрированные программы.
- Эмулятор MOS 6502 (экспериментальный), способный запускать машинный код MOS 6502.[5][6]

Видео генерируется прошивкой ПЗУ (собственный ассемблерный код) и поддерживает разрешение 160x120 пикселей с 64 цветами, хранящимися в ОЗУ, начиная с адреса 0x0800 и заканчивая 0x7F9F в виде 120 сегментов по 160 байт несмежной ОЗУ. Пиксели хранятся как 1 байт на пиксель в формате XXBBGGRR (верхние 2 бита не используются и доступны программисту для собственных нужд). Видеодисплей содержит настраиваемое количество черных (пустых) строк развертки, чтобы сэкономить время виртуального ЦП для программ; эти пустые/черные строки развертки могут быть настроены пользователем, чтобы получить больше отображаемых растровых строк развертки или больше времени виртуального ЦП для пользовательских программ. Внеэкранная ОЗУ начинается с 0x08A0 и заканчивается 0x7FFF в виде 120 сегментов по 96 байт несмежной ОЗУ; эти фрагментированные разделы ОЗУ могут использоваться для хранения данных или кода или для эффектов прокрутки с использованием таблицы адресации видео. Системная оперативная память легко расширяется с 32 КБ по умолчанию до полного 16-битного адресуемого размера 64 КБ.
Звук также генерируется микропрограммой ПЗУ во время периодов горизонтального гашения, предоставляя четыре 6-битных канала (программное микширование и вывод в 4-битном PCM) с 4 выбираемыми и изменяемыми пользователем 64-байтовыми волновыми формами, хранящимися в ОЗУ (повторно генерируемыми) при холодной загрузке и для ROMv4 и выше при всех перезагрузках), а также обеспечивает простую  амплитудную и XOR модуляцию для каждого канала.

## Программное обеспечение
Программы записаны в микросхему ПЗУ и написаны на GCL (Gigatron Control Language), BASIC или vCPU.
Включены следующие программы:
- Snake, простая версия графической игры «Змейка»;
- Racer, игра в стиле Pole Position;
- Mandelbrot, генератор изображений множества Мандельброта;
- Pictures, просмотр предварительно загруженных изображений;
- Тетронис, клон тетриса;
- Кирпичи, клон Breakout
- TicTacToe, крестики-нолики в текстовом режиме, написанные на BASIC.
- BASIC, крошечный интерпретатор BASIC
- WozMon, исполнение Woz Monitor
- Загрузчик, функция для загрузки программ vCPU или BASIC через порт джойстика.
- Credits, показывает кредиты в тексте, который меняет цвет

## Монтажный комплект
Микрокомпьютер продается в виде сборочного комплекта , в который входят:
- Печатная плата;
- Микросхемы ТТЛ серии 7400;
- Сменная микросхема EPROM и разъем (для обновления прошивки);
- Статическая оперативная память КМОП 32 КБ   (с возможностью расширения до 64 КБ);
- Игровой контроллер и порты VGA (D-SUB);
- USB-порт и кабель питания.
- Игровой контроллер, подобный  Nintendo;
- Контроллер клавиатуры со встроенной энергонезависимой памятью;
- Резисторы, конденсаторы и диоды;
- Набор из 4 настраиваемых светодиодов;
- Брошюра с инструкцией;
- Деревянный корпус.

В комплект не входит ни клавиатура, ни энергонезависимая память. Контроллер клавиатуры, подключаемый к порту игрового контроллера, поставляется с небольшой встроенной энергонезависимой памятью для хранения программ BASIC. Для взаимодействия с компьютером и в качестве дополнительного хранилища информации можно запрограммировать плату Arduino.

## Доступность
Комплект был доступен по цене 149,50 евро. Обновления предоставляются через сменную микросхему ПЗУ. Оригинальные комплекты больше не доступны из-за истощения запасов и смерти Марселя ван Кервинка. Однако голландская компания производит комплекты по цене 99,95 евро.
В Интернете также доступен эмулятор, способный загружать предварительно скомпилированные программы vCPU и Tiny BASIC.

## Внешние ссылки
- gigatron.io — официальный сайт Gigatron TTL
- Source code at GitHub
- The 8-Bit Guy - The Gigatron TTL Computer without a Microprocessor на YouTube
- The 8-Bit Guy - The Gigatron Computer - New Features Update на YouTube
- Dave Jones - EEVblog #1080 на YouTube
- Ben Heck - Gigatron Part 1: Assembly на YouTube
- Hackaday - How the Gigatron TTL Microcomputer Works
- Hackaday - The No-CPU Computer Gets a C Compiler
- Hackaday - Emulating a 6502 in ROM